# Oliarus flavifrons
Oliarus flavifrons är en insektsart som beskrevs av Van Duzee 1984. Oliarus flavifrons ingår i släktet Oliarus och familjen kilstritar. Inga underarter finns listade i Catalogue of Life.